# Szentpéterszeg
Szentpéterszeg là một thị trấn thuộc hạt Hajdú-Bihar, Hungary. Thị trấn này có diện tích 25,51 km², dân số năm 2010 là 1095 người, mật độ 43 người/km².